# Empereur émérite
Pour les articles homonymes, voir Émérite.
Daijō Tennō ou Dajō Tennō (太上天皇, lit. « très haut empereur ») est un titre officiel dans l'histoire japonaise désignant les empereurs (tennō) qui ont abdiqué en faveur d'un successeur. Le titre est souvent réduit en Jōkō (上皇, lit. « haut empereur », officiellement « empereur émérite »), qui a été repris dans le cadre légal de l'actuelle Constitution japonaise pour désigner l'empereur Akihito après son abdication.

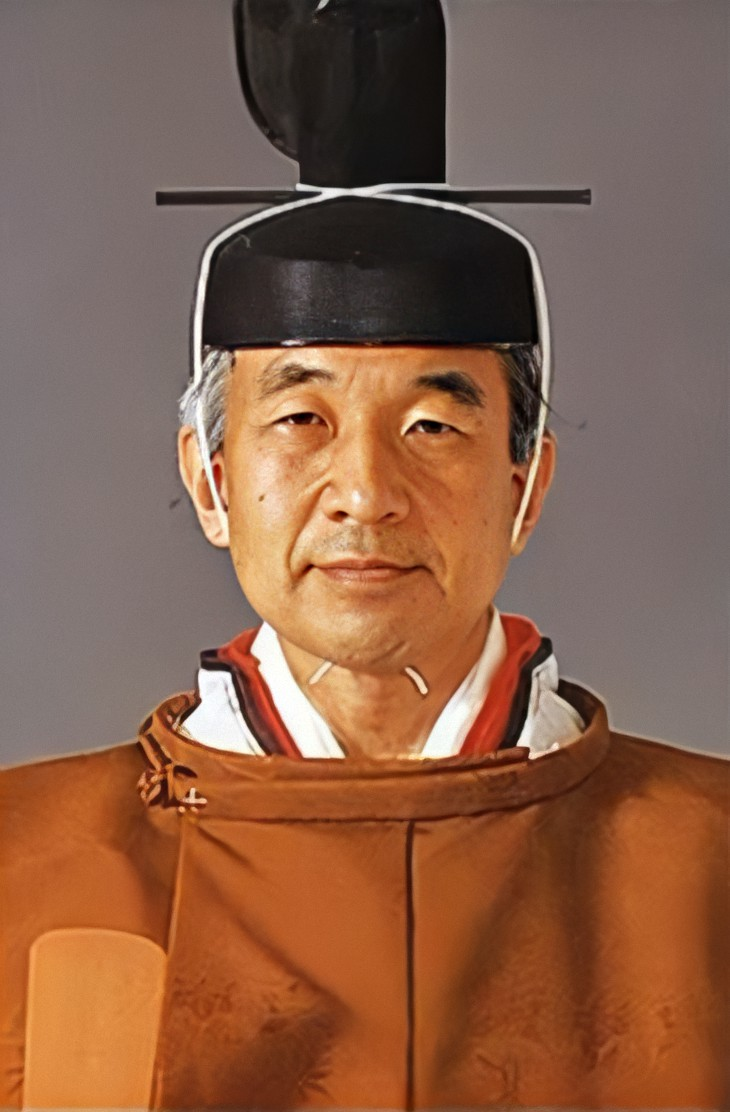
Akihito, dernier Empereur émérite. Photo prise pour son intronisation en 1990.

Selon le code de Taihō, l'empereur, bien que retiré, disposait toujours de certains pouvoirs. Le premier exemple de daijō tennō est l'impératrice Jitō au VIIe siècle.
La pratique fut plutôt courante durant l'époque de Heian (794-1185).
Le dernier daijō tennō avant Akihito est l'empereur Kōkaku (1779–1817). L'empereur provoqua plus tard ce qu'on appelle l'« incident de Songo » (lit. « incident du titre respectueux »). Il se brouilla avec le shogunat Tokugawa pour donner le titre d'empereur abdiqué à son père, le prince impérial Sukehito.
Le titre de Jōkō est réutilisé dans la loi spéciale permettant l'abdication de l'empereur Akihito le 30 avril 2019, sans faire mention de la version longue de Daijō Tennō. Désormais, l'Agence impériale traduit officiellement Jōkō par Emperor Emeritus en anglais, soit « empereur émérite ».
63 empereurs japonais au total ont abdiqué.

## Jitō
Kusabake, prince héritier de l'impératrice Jitō, meurt dans ses jeunes années. Son fils, Karu-no-o, devient le nouveau prince héritier. Il montera sur le trône sous le nom d'empereur Mommu.
En 697, Jitō abdique en faveur de Mommu et, en tant que souverain retiré, elle reçoit le titre de daijō tennō. Par la suite, ses successeurs au trône prendront le même titre lorsqu'ils abdiqueront.
Jitō conserva néanmoins d'importants pouvoirs, ce qui devient récurrent dans la politique japonaise. Elle meurt quatre ans plus tard à l'âge de 58 ans.

## Gemmei
L'impératrice Gemmei devrait rester sur le trône jusqu'à la puberté de son petit-fils, le futur empereur Shõmu. Cependant, en 715, elle abdiqua en faveur de sa fille, la sœur aînée du feu empereur Mommu, qui devint l'impératrice Genshō. Celle-ci viendrait à abdiquer plus tard en faveur de son neveu, le fils de Mommu, qui devint l'empereur Shōmu.
- 715 (Wadō 8) : Gemmei abdique en faveur de sa fille, l'impératrice Genshō[6].

Celle-ci règne pendant huit ans. Après abdication, celle-lá reçoit le titre de daijō-tennō et est la seconde femme après Jitō à se réclamer de ce titre. Gemmei vit retirée jusqu'à sa mort à l'âge de 61 ans.

## Reizei
- Anna 2 969 : l'empereur Reizei abdique et reçoit le titre honorifique de Reizei-in Jōkō. Son règne n'avait duré que deux ans mais sa période de retrait dure quant à elle 44 ans[8].

- Kankō 8, 24e jour du 10e mois (1011) : le daijō-tennō Reizei-in Jōkō meurt à l'âge de 62 ans[9].

## Go-Sanjō
- Kankō 8, 13e jour du 6e mois (1011) : lors des 25 ans du règne de l'empereur Ichijō, celui-ci abdique et son cousin lui succède. Il accède au trône à 36 ans sous le nom d'empereur Sanjō[10].
- Kankō 8, 22e jour du 6e mois (1011) : le daijō-tennō empereur Ichijō meurt à l'âge de 32 ans[11].

## Shirakawa
- Ōtoku 3, 26e jour du 11e mois (1084) : l'empereur Shirakawa abdique officiellement[12] et prend le titre de daijō tennō[13]. Il occupait le trône depuis 14 ans et continue à exercer un grand pouvoir pendant les 43 années suivantes, ce qui sera défini sous le nom d'Insei[14].

L'empereur Go-Sanjō était destiné à succéder à son jeune demi-frère Shirakawa. En 1085, il meurt de maladie et le propre fils de Shirakawa, Taruhito-shinnō, devient prince héritier.
Le même jour que la proclamation de Taruhito comme héritier, Shirakawa abdique et Taruhito devient l'empereur Horikawa. L'ancien empereur Shirakawa est le premier à régner tout en ayant abdiqué, ce qui deviendra courant. Il exerça le pouvoir en dirigeant indirectement à partir du Shirakawa-in (lit. « Maison/temple de la rivière blanche »). Néanmoins, les régents (sesshō et kanpaku) continuent d'exister encore longtemps.
- Kanji 1, 5e mois (1087) : le daijō tennō Shirakawa se retire de lui-même à Uji[15].

## Go-Toba
- Eiji 1, 3e mois (1141) : l'empereur Toba abdique et devient moine bouddhiste à l'âge de 39 ans[16].
- Eiji 1, 7e jour du 12e mois (永治元年; 1141) : durant la 18e année du règne de l'empereur Sutoku, celui-ci abdique et il est remplacé par son jeune frère, 8e fils de l'empereur Toba. Peu de temps après, l'empereur Konoe accède au trône (sokui)[17].

À l'époque, le kanpaku (régent) Fujiwara no Tadamichi devient sesshō. L'empereur cloîtré Toba continue de diriger toutes les affaires du gouvernement, alors que l'empereur retiré Sutoku n'a aucun pouvoir. Cela provoque plusieurs controverses durant le règne de Konoe. 
- Kōji 2, 1er mois(1143) : l'empereur cloîtré Go-Toba, maintenant connu sous le titre de daijō Hōō ou hōō (太上法皇), rend visite à sa mère[18].

## Go-Hanazono
- Kansho 5, 19e jour du 7e mois (1464) : l'empereur Go-Hanazono abdique, mais juste après éclate la guerre d'Ōnin (応仁の乱, Ōnin no Ran?), et il n'y a plus aucune abdication jusqu'au 7e du 11e mois Tenshō 14 (1586), lorsque l'empereur Ōgimachi remet les rênes du gouvernement à son petit-fils l'empereur Go-Yōzei. Cela provoqua des troubles politiques et est la raison pour laquelle il n'y aura plus de maison ni de rente remises à un empereur qui abdique[19].

## Source de la traduction
- (en) Cet article est partiellement ou en totalité issu de l’article de Wikipédia en anglais intitulé « Emperor Daijō » (voir la liste des auteurs).